# غريغور روبرتسون
غريغور روبرتسون (بالإنجليزية: Gregor Robertson)‏ (19 يناير 1984 بإدنبرة في المملكة المتحدة - ) هو لاعب كرة قدم بريطاني في مركز الدفاع. شارك مع منتخب اسكتلندا تحت 21 سنة لكرة القدم. أما مع النوادي، فقد لعب مع غريمسبي تاون ونادي تشيسترفيلد ونادي روذرهام يونايتد ونادي كرو ألكساندرا ونادي نورثامبتون تاون ونوتينغهام فورست.

## وصلات خارجية
- غريغور روبرتسون على موقع قاعدة بيانات كرة القدم.إي يو (الإنجليزية)
- غريغور روبرتسون على موقع Soccerbase.com (لاعب) (الإنجليزية)
- غريغور روبرتسون على موقع Soccerway.com (الإنجليزية)